# Parortholitha
Parortholitha is een geslacht van vlinders van de familie spanners (Geometridae), uit de onderfamilie Larentiinae.

## Soorten
- P. cubitata Herbulot, 1981
- P. chrysographa Herbulot, 1972
- P. indocilis Herbulot, 1963
- P. ingens Herbulot, 1970
- P. moerdyki Herbulot, 1980
- P. peringueyi Prout, 1917
- P. recta (Prout, 1916)
- P. subrectaria Walker, 1861
- P. subrectiaria (Walker, 1861)